# Maison située 50 rue Ljube Nešića à Zaječar
La maison située 50 rue Ljube Nešića à Zaječar (en serbe cyrillique : Грађанска кућа у Ул. Љубе Нешића 50 у Зајечару ; en serbe latin : Građanska kuća u Ul. Ljube Nešića 50 u Zaječaru) se trouve à Zaječar et dans le district de Zaječar, en Serbie. Elle est inscrite sur la liste des monuments culturels protégés de la république de Serbie (identifiant no SK 998),.

## Présentation
La maison a été construite dans les années 1920.